# Francis H. Kimball
Francis Hatch Kimball, né le 24 septembre 1845 à Kennebunk, Maine et mort le 20 décembre 1919, est un architecte américain qui exerça à New York. Il est notamment connu pour ses gratte-ciel dans Lower Manhattan et son utilisation de la terracotta. Il était associé au sein du cabinet d'architecture Kimball & Thompson. Ses réalisations comprennent l'Empire Building, le Manhattan Life Insurance Building et le Casino Theatre. Toutes les bâtiments conçus par Kimball, sauf un, se trouvent aux États-Unis.

## Biographie
Il étudie l'architecture en Angleterre. En 1879, il s'associe à Thomas Wisedell pour le Casino Theatre de Broadway en 1882 et d'autres projets. Wisedell meurt en 1884, Kimball travaille en indépendant jusqu'en 1892, puis fonde le cabinet Kimball & Thompson avec G. Kramer Thompson. Leur partenariat prend fin en 1898.
L'église apostolique catholique de style gothique et victorien à New York (1897) est saluée par l'influent critique d'architecture Montgomery Schuyler comme étant « la plus savante des œuvres gothiques de New York ». Kimball est un pionnier dans l'utilisation de la terre cuite ornementale aux États-Unis, comme en témoignent le Corbin Building, un alignement de maisons de ville au 133-143 Ouest 122e Rue à Harlem, et le Montauk Club à Park Slope, Brooklyn. Ses contemporains le qualifient de « père du gratte-ciel ».
Un article de 1917 du New York Times fait état de sa faillite financière. Kimball meurt en 1919 à New York et est inhumé au cimetière de Linwood à Haverhill, dans le comté d'Essex, Massachusetts.

## Œuvres antérieures à 1892

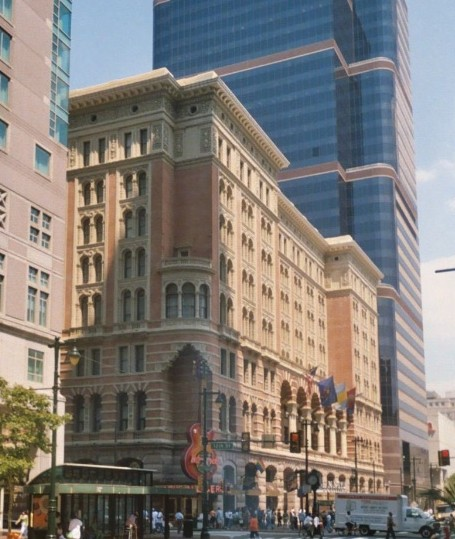
Siège social du Reading Terminal, 1115–41 Market St., Philadelphie, PA (1891–93). Fait désormais partie du Pennsylvania Convention Center.

- 26 Broadway (1885), Manhattan, New York ; plus tard largement rénové
- Église baptiste Emmanuel (1887), coin nord-ouest de Lafayette Ave et St. James Place, Brooklyn, New York
- Bâtiment Corbin (1888), Manhattan, New York
- Dépôt de marchandises de la Reading Company (1888), 260 Willow Street, Trenton, New Jersey
- Maisons de ville 133–143 West 122nd Street à Harlem, Manhattan, New York
- Le théâtre Garrick (1890 ; rasé en 1932), 67 West 35th Street, Manhattan, New York
- Le Montauk Club (1891) Park Slope, Brooklyn, New York
- Le Reading Terminal Headhouse (1891-1893), Philadelphie, Pennsylvanie ; abritait les bureaux du Reading Railroad.
- Théâtre de la Cinquième Avenue (1892 ; rasé en 1939), 31 West 28th Street Manhattan, New York
- Résidence victorienne (1889–1890), 2 Mecklenburg Street à Sydney Street, Saint John, Nouveau-Brunswick ; pour Robert Thompson Jr (propriétaire de la compagnie de transport maritime William Thompson and Company) [6],[7]

## Œuvres de Kimball & Thompson (1892–1898)

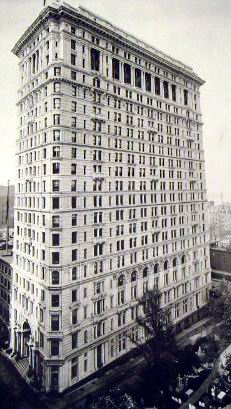
Empire Building

- Bâtiment de l'Architectural Terra-Cotta Works de New York (1892), 42-16 Vernon Boulevard, Queens, New York [8],[9]
- L'Empire Building (1895), 71 Broadway, Manhattan, New York [10]
- Bâtiment de la compagnie d'assurance Manhattan Life Insurance (1894 ; démoli en 1930), 64–70 Broadway, Manhattan, New York [11]
- L'ancienne Église catholique apostolique (1897), 417 West 57th Street, Manhattan, New York[2], aujourd'hui l' Église luthérienne pour toutes les nations.

## Œuvres après 1898
- 111 Fifth Avenue (1904), Manhattan, New York ; un « immeuble de bureaux en pierre calcaire et en brique de 21 étages, 41,3 × 264,5 et irrégulier », pour 1 250 000,00 $.
- 513–515 West 161st Street (1905), Manhattan, New York ; un « hangar à locomotives en pierre et à 3 étages », pour la ville de New York au coût de 62 000 $[12] – maintenant FDNY Hook & Ladder 34/Engine 34
- (avec Harry E. Donnell ) Brunswick Building (1906), Manhattan, New York ; bâtiment Beaux-Arts situé sur le site de l'ancien hôtel Brunswick au 225 Fifth Avenue, sur Madison Square Park
- Mills Buildings (1906), coin SE de William Street, Manhattan, New York ; un « immeuble de bureaux et de banque en brique et pierre de 11 étages » pour J. &amp; W. Seligman &amp; Co. au coût de 500 000 $[12].
- 111 Broadway (1906), coin sud-ouest de Broadway et Cedar Street, Manhattan, New York ; un « immeuble de bureaux en brique et pierre de 21 étages », pour 3 000 000,00 $[12].
- City Investing Building (1906-1908 ; démoli en 1968) 56 Cortlandt Street, Manhattan, New York ; gratte-ciel de 26 étages construit près de la Singer Tower [12]
- 37 Wall Street (1906–1907), Manhattan, New York ; commandé pour la Trust Company of America. Immeuble résidentiel avec Tiffany & Co comme locataire au rez-de-chaussée
- 142 Liberty Street (1909), Manhattan, New York ; un « bâtiment de 3 étages avec sous-sol en briques et béton armé et un loft » pour AL White et FM Hilton de 62 Cedar St, au coût de 15 000 $[12].
- 224 West 57th Street (1909), Broadway et 57th St, Manhattan, New York ; deux salles d'exposition automobiles de 9 étages[12].
- 66 57th St and Broadway (1909), Manhattan, New York ; un « garage en béton et brique de 9 étages et sous-sol » pour 175 000 $[12].
- Broadway et le coin SE d'Astor Place (1910), Manhattan, New York ; un « loft de 2 étages en brique et pierre, toit en scories, puits de lumière en cuivre, verre armé, corniches en cuivre, blocs de terre cuite, chauffage à vapeur, portes ignifuges, châssis et cadres en métal, garniture ignifuge, calcaire » pour 300 000 $[12].
- Les immeubles Adams Express (1912), Manhattan, New York ; n° 57-61 Broadway et n° 33-41 Trinity Place, un immeuble de bureaux de 32 étages pour 2 millions de dollars[12].